# Markku Koski
Markku Koski (Sievi, 15 ottobre 1981) è un ex snowboarder finlandese.

## Palmarès

### Olimpiadi
- 1 medaglia:
  - 1 bronzo (halfpipe a Torino 2006)

### Mondiali
- 1 medaglia:
  - 1 oro (big air a Gangwon 2009)

### Winter X Games
- 1 medaglia:
  - 1 bronzo (superpipe ad Aspen 2003)

### Coppa del Mondo
- Miglior piazzamento in classifica generale: 12º nel 2012
- Miglior piazzamento nella Coppa del Mondo di big air: 20º nel 2010
- Miglior piazzamento nella Coppa del Mondo di halfpipe: 14º nel 2001
- 4 podi:
  - 2 vittorie
  - 2 secondi posti

#### Coppa del Mondo - vittorie
| Data             | Luogo         | Paese    | Disciplina |
| ---------------- | ------------- | -------- | ---------- |
| 19 novembre 2001 | Tignes        | Francia  | HP         |
| 8 febbraio 2001  | Berchtesgaden | Germania | HP         |

Legenda:

HP = Halfpipe